# Sportjahr 1918
Liste der Sportjahre

◄◄ | ◄ | 1914 | 1915 | 1916 | 1917 | Sportjahr 1918 | 1919 | 1920 | 1921 | 1922 | ► | ►►

Weitere Ereignisse

## Ereignisse

### Alpinismus
- 2. Januar: Reinhard Maack erklimmt als Forschungsreisender den Königstein im Brandbergmassiv, den höchsten Berg im heutigen Namibia.

### Badminton
1918 kommt im Badminton der Spielbetrieb durch den Ersten Weltkrieg nahezu vollständig zum Erliegen.

### Fußball
- Österreichischer Fußball-Cup 1917/18

### Leichtathletik
- 31. August/1./14./15. September: Finnische Leichtathletik-Meisterschaften 1918
- 22. September: Anatole Bolin, Schweden, läuft die 1000 Meter der Männer in 2:29,1 min.

### Schwimmen
- 24./25. August: Die Deutschen Schwimmmeisterschaften 1918 werden in Charlottenburg bei Berlin ausgetragen.

## Geboren

### Januar
- 01. Januar: Willy den Ouden, niederländische Schwimmerin († 1997)
- 02. Januar: Erik Lindström, schwedischer Skispringer († 1955)
- 04. Januar: Naim Krieziu, albanischer Fußballspieler († 2010)
- 08. Januar: Sepp Bradl, österreichischer Skispringer († 1982)
- 09. Januar: Willy Gysi, Schweizer Handballspieler († 2001)
- 12. Januar: Zygmunt Ginter, polnischer Eishockeyspieler († 1964)
- 17. Januar: Georges Sérès jr., französischer Radrennfahrer († 1983)
- 17. Januar: George Wilson, US-amerikanischer Boxer († 1956)
- 22. Januar: Elmer Lach, kanadischer Eishockeyspieler († 2015)
- 28. Januar: Sandro Puppo, italienischer Fußballspieler und -trainer († 1986)
- 28. Januar: Rudolf Wirz, Schweizer Handball- und Fußballspieler († 1988)

### Februar
- 03. Februar: Helen Stephens, US-amerikanische Leichtathletin († 1994)
- 13. Februar: Victoria Lindpaintner, deutsche Eiskunstläuferin († 1965)
- 16. Februar: Karsten Konow, norwegischer Segler († 1945)
- 17. Februar: Frans Cools, belgischer Radrennfahrer († 1999)
- 17. Februar: Hans Freese, deutscher Schwimmer († 1941)
- 17. Februar: Wong Peng Soon, singapurischer Badmintonspieler († 1996)
- 19. Februar: Stefán Jónsson, isländischer Wasserballspieler († 2011)
- 21. Februar: Webster Kimball, US-amerikanischer Badmintonspieler († 2006)
- 22. Februar: Sid Abel, kanadischer Eishockeyspieler und -trainer († 2000)
- 22. Februar: George Constantine, US-amerikanischer Automobilrennfahrer († 1968)
- 25. Februar: Barney Ewell, US-amerikanischer Leichtathlet und Olympiasieger († 1996)
- 25. Februar: Bobby Riggs, US-amerikanischer Tennisspieler († 1995)

### März
- 01. März: Franz Becker, deutscher Fußballspieler († 1965)
- 03. März: Fritz Thiedemann, deutscher Springreiter († 2000)
- 04. März: Gaspard Deridder, belgischer Boxer († 1977)
- 04. März: Margaret Osborne duPont, US-amerikanische Tennisspielerin († 2012)
- 05. März: Milt Schmidt, kanadischer Eishockeyspieler († 2017)
- 07. März: Dario Ambrosini, italienischer Motorradrennfahrer († 1951)
- 12. März: Willy Fitz, deutscher Fußballspieler († 1993)
- 13. März: George McAfee, US-amerikanischer American-Football-Spieler († 2009)
- 14. März: Vic Sears, US-amerikanischer American-Football-Spieler († 2006)
- 18. März: Laila Schou Nilsen, norwegische Sportlerin († 1998)
- 22. März: Gotfrid Köchert, österreichischer Automobilrennfahrer († 1986)
- 23. März: Kazu Naoki, japanischer Fußballspieler († 1945 oder 1946)
- 29. März: Erik Bladström, schwedischer Kanute († 1998)
- 29. März: Lionel Coleman, kanadischer Radrennfahrer († 1941)

### April
- 07. April: Bobby Doerr, US-amerikanischer Baseballspieler († 2017)
- 26. April: Fanny Blankers-Koen, niederländische Leichtathletin und Olympiasiegerin († 2004)
- 29. April: Nils Östensson, schwedischer Skilangläufer († 1949)
- 30. April: Don McNeill, US-amerikanischer Tennisspieler († 1996)

### Mai
- 03. Mai: Oscar Neuenschwander, Schweizer Ruderer († unbekannt)
- 12. Mai: Alfred Bickel, Schweizer Fußballspieler und -trainer († 1999)
- 13. Mai: Majken Åberg, schwedische Diskuswerferin († 1999)
- 13. Mai: Mogens Lüchow, dänischer Fechter († 1989)
- 15. Mai: John Siegal, US-amerikanischer American-Football-Spieler († 2015)
- 25. Mai: Peder Lunde senior, norwegischer Segler († 2009)
- 29. Mai: Aksel Bonde, dänischer Ruderer († 1996)
- 30. Mai: Martin Lundström, schwedischer Skilangläufer († 2016)

### Juni
- 01. Juni: Thomas Hicks, US-amerikanischer Bobfahrer († 1992)
- 01. Juni: Hans Merkle, deutscher Fußballtrainer († 1993)
- 05. Juni: Reşat Erceş, türkischer Skilang- und Skirennläufer († unbekannt)
- 06. Juni: Sauli Rytky, finnischer Skilangläufer, Trainer und Wintersportfunktionär († 2006)
- 08. Juni: Åke Andersson, schwedischer Eishockeyspieler († 1982)
- 09. Juni: Robert Struckl, österreichischer Leichtathlet († 2013)
- 11. Juni: Ruth Hughes Aarons US-amerikanische Tischtennisweltmeisterin († 1980)
- 18. Juni: Rudolf Rasmussen, dänischer Radrennfahrer († 1993)
- 27. Juni: Adolph Kiefer, US-amerikanischer Schwimmer († 2017)
- 29. Juni: Christof Frommelt, liechtensteinischer Skilangläufer († 1987)
- 29. Juni: Heini Lohrer, Schweizer Eishockeyspieler († 2011)

### Juli
- 04. Juli: Alec Bedser, englischer Cricketspieler († 2010)
- 09. Juli: Nile Kinnick, US-amerikanischer American-Football-Spieler († 1943)
- 09. Juli: Drikus Veer, niederländischer Motorradrennfahrer († 2011)
- 10. Juli: Fred Wacker, US-amerikanischer Automobilrennfahrer († 1998)
- 11. Juli: Miloslav Bělonožník, tschechoslowakischer Skispringer und Skisprungtrainer († 2010)
- 13. Juli: Alberto Ascari, italienischer Automobilrennfahrer († 1955)
- 27. Juli: Werner Plath, deutscher Schwimmer († 1945)
- 27. Juli: Jopie Selbach, niederländische Schwimmerin († 1998)
- 31. Juli: Göthe Hedlund, schwedischer Eisschnellläufer († 2003)

### August
- 13. August: Mildred Dolson, kanadische Leichtathletin († 2004)
- 15. August: Ernst Rudolph, deutscher Karambolagespieler († 1986)
- 21. August: Leo Laakso, finnischer Skispringer († 2002)
- 30. August: Anita Bärwirth, deutsche Kunstturnerin († 1994)
- 31. August: Bill Homeier, US-amerikanischer Automobilrennfahrer († 2001)

### September
- 02. September: Georg Braun, deutscher Motorradrennfahrer († 1995)
- 02. September: Rudolf Cranz, deutscher Skirennläufer († 1941)
- 06. September: Ludwig Hörmann, deutscher Radrennfahrer († 2001)
- 14. September: Georges Berger, belgischer Automobilrennfahrer († 1967)
- 18. September: Johnny Mantz, US-amerikanischer Automobilrennfahrer († 1972)
- 24. September: Olavi Sihvonen, finnischer Skisportler († 1984)

### Oktober
- 03. Oktober: Zdeněk Jarkovský, tschechoslowakischer Eishockeytorhüter († 1948)
- 04. Oktober: Berti Capellmann, deutsche Tischtennisspielerin († 2012)
- 06. Oktober: Max de Terra, Schweizer Automobilrennfahrer († 1982)
- 09. Oktober: Velma Dunn, US-amerikanische Wasserspringerin († 2007)
- 09. Oktober: Willy Hufschmid, Schweizer Handballspieler († unbekannt)
- 12. Oktober: Frank Armi, US-amerikanischer Automobilrennfahrer († 1992)
- 12. Oktober: Olle Tandberg, schwedischer Boxer († 1996)
- 14. Oktober: Thelma Coyne Long, australische Tennisspielerin († 2015)
- 15. Oktober: Joe Vetrano, US-amerikanischer American-Football-Spieler († 1995)
- 16. Oktober: Tony Rolt, britischer Automobilrennfahrer († 2008)
- 22. Oktober: Johanne Daybwad, norwegische Skirennläuferin († 2011)
- 28. Oktober: Ans Niesink, niederländische Leichtathletin († 2010)
- 29. Oktober: Gündüz Kılıç, türkischer Fußballspieler und -trainer († 1980)

### November
- 01. November: Ken Miles, britischer Automobilrennfahrer († 1966)
- 02. November: Elemér Terták, ungarischer Eiskunstläufer, Eiskunstlaufpreisrichter und Sportfunktionär († 1999)
- 05. November: Gisela Arendt, deutsche Schwimmerin († 1969)
- 07. November: Mavis Freeman, US-amerikanische Schwimmerin († 1988)
- 08. November: Teoh Seng Khoon, malaysischer Badmintonspieler († 2018)
- 09. November: Choi Hong Hi, südkoreanischer General und Entwickler der Kampfsportart Taekwondo († 2002)
- 12. November: Martti Huhtala, finnischer Skisportler und Sportfunktionär († 2005)
- 14. November: John Bromwich, australischer Tennisspieler († 1999)
- 15. November: Adolfo Alfredo Pedernera, argentinischer Fußballspieler und -trainer († 1995)
- 15. November: John Samis, kanadischer Badmintonspieler († 2010)
- 19. November: Dutch Elston, US-amerikanischer American-Football-Spieler († 1989)
- 20. November: Dora Ratjen, deutscher Leichtathlet († 2008)
- 21. November: Dieter Mauritz, deutscher Tischtennisspieler († 1988)
- 25. November: Giuseppe Grezar, italienischer Fußballspieler († 1949)
- 26. November: Arthur Herrdin, schwedischer Skilangläufer († 1995)

### Dezember
- 01. Dezember: Egon Engel, österreichischer Eishockeyspieler († 1974)
- 01. Dezember: Shunpei Utō, japanischer Schwimmer († 2010)
- 03. Dezember: René Sparenberg, niederländischer Hockeyspieler († 2013)
- 07. Dezember: Max Merkel, österreichischer Fußballspieler und -trainer († 2006)
- 10. Dezember: Anatoli Wladimirowitsch Tarassow, sowjetischer Eishockeyspieler und -trainer († 1995)
- 13. Dezember: Bill Vukovich, US-amerikanischer Automobilrennfahrer († 1955)
- 20. Dezember: Achiel Buysse, belgischer Radrennfahrer († 1984)
- 31. Dezember: Gunder Hägg, schwedischer Leichtathlet († 2004)

### Datum unbekannt
- Heinrich Zurbriggen, Schweizer Skisportler († 1982)

## Gestorben

### Februar
- 01. Februar: Juho Halme, finnischer Leichtathlet (* 1888)
- 15. Februar: Alois Lutz, österreichischer Eiskunstläufer (* 1898)
- 15. Februar: Alwin Vater, deutscher Bahnradsportler und Eisschnellläufer (* 1869)
- 17. Februar: Milan Neralić, österreichischer Fechter (* 1875)
- 19. Februar: Jakob Koch, deutscher Ringer (* 1870)

### März
- 13. März: Reginald Pridmore, englischer Hockeyspieler (* 1886)
- 21. März: Hermann Plaskuda, deutscher Fechter (* 1879)
- 27. März: Martin Sheridan, US-amerikanischer Leichtathlet (* 1881)

### April
- 04. April: Gustave Cabaret, französischer Bogenschütze (* 1866)
- 17. April: Ronald Sanderson, britischer Ruderer (* 1876)
- 19. April: Paavo Aho, finnischer Kugelstoßer (* 1891)
- 22. April: Walter Chaffe, britischer Tauzieher (* 1870)
- 26. April: Ivan Lönnberg, schwedischer Langstreckenläufer (* 1891)
- 28. April: Louis Darragon, französischer Radrennfahrer (* 1883)

### Mai
- 02. Mai: Louis Bethmann, deutscher Turner und Turnfunktionär (* 1844)
- 02. Mai: Ernie Parker, australischer Cricket- und Tennisspieler (* 1883)
- 17. Mai: Arno Bieberstein, deutscher Schwimmer (* 1883)
- 17. Mai: Richard Mohr, französischer Fechter (* 1879)
- 30. Mai: Kurt Bretting, deutscher Schwimmer (* 1892)

### Juni
- 23. Juni: Harry Jefferson, britischer Segler (* 1849)
- 25. Juni: Jake Beckley, US-amerikanischer Baseballspieler (* 1867)

### Juli
- 08. Juli: Antonio Fagnano, italienischer Automobilrennfahrer (* 1882 oder 1883)
- 09. Juli: György Sztantics, ungarischer Geher (* 1878)
- 22. Juli: István Mudin, ungarischer Leichtathlet (* 1881)
- 23. Juli: Albert Rowland, neuseeländischer Geher (* 1886)
- 26. Juli: Henry Macintosh, britischer Leichtathlet (* 1892)

### August
- 06. August: Eberhard Sorge, deutscher Turner (* 1892)
- 12. August: William Thompson, US-amerikanischer Bogenschütze (* 1848)
- 29. August: Cecil Healy, australischer Schwimmer (* 1881)

### September
- 18. September: Roger Basset, französischer Leichtathlet und Rugbyspieler (* 1881)

### Oktober
- 03. Oktober: Karl Richter, deutscher Turner (* 1887)
- 07. Oktober: Peter Günther, deutscher Radrennfahrer (* 1882)
- 09. Oktober: Hanns Braun, deutscher Leichtathlet (* 1886)
- 11. Oktober: Henri Tauzin, französischer Hürdenläufer (* 1879)
- 16. Oktober: Gayle Dull, US-amerikanischer Hindernis- und Langstreckenläufer (* 1883)
- 22. Oktober: Oreste Mazzia, italienischer Fußballspieler und Mediziner (* 1883)
- 22. Oktober: Georges Parent, französischer Radrennfahrer (* 1885)
- 23. Oktober: Imre Mudin, ungarischer Leichtathlet (* 1887)
- 31. Oktober: Alfred Motté, französischer Hoch- und Weitspringer (* 1887)

### November
- 06. November: Arthur Wear, US-amerikanischer Tennisspieler (* 1880)

### Dezember
- 03. Dezember: Gilbert Laws, britischer Segler (* 1870)
- 03. Dezember: Heinrich Ziegler, deutscher Fechter (* 1891)
- 13. Dezember: André Corvington, haitianischer Fechter (* 1877)
- 14. Dezember: Ralph Flanagan, US-amerikanischer Schwimmer († 1988)
- 27. Dezember: Carl Schlechter, österreichischer Schachspieler (* 1874)

### Genaues Todesdatum unbekannt
- Henri Molinié, französischer Leichtathlet (* 1882)
- Antonios Pepanos, griechischer Schwimmer (* 1866)
- Paul Schulze, deutscher Radrennfahrer (* 1882)
- Victor Willems, belgischer Fechter (* 1877)